# Santiago Álvarez (rugby à XV)
Pour les articles homonymes, voir Álvarez.

a Compétitions nationales et continentales officielles uniquement.

b Matchs officiels uniquement.
Dernière mise à jour le 7 novembre 2023.
Santiago Álvarez, né le 17 février 1994 à Bahía Blanca (Argentine), est un joueur international argentin de rugby à XV et de rugby à sept.
Il est notamment médaillé lors des Jeux olympiques de Tokyo 2020.

## Biographie

### Jeunesse
Son idole de toujours est le joueur de basket-ball Manu Ginobili.

### Carrière en club
De 2013 à 2018, il fait partie de l'effectif Club Atlético San Isidro.
En 2017, il rejoint la franchise argentine des Jaguares qui évolue en Super Rugby. Il ne dispute cependant aucune rencontre avec cette équipe.

### Carrière internationale

#### Rugby à XV
Il apparaît lors de trois matchs de l'équipe d'Argentine de rugby à XV en 2013, marquant deux essais contre le Brésil.
Avec l'équipe d'Argentine des moins de 20 ans, il est sélectionné pour le Championnat du monde junior en 2013 et 2014.
Il dispute également des compétitions avec l'équipe d'Argentine XV (équipe réserve) entre 2016 et 2018.

#### Rugby à sept
Álvarez prend part au tournoi de rugby à sept aux Jeux olympiques d'été de 2016 à Rio de Janeiro avec l'équipe d'Argentine de rugby à sept, terminant sixième et à celui des Jeux olympiques de 2020 à Tokyo, terminant médaillé de bronze, en battant la Grande-Bretagne en petite finale. Il est le capitaine de son équipe.
Il est aussi médaillé d'or aux Jeux panaméricains en 2019 et d'argent en 2015.
En 2022, il se blesse sérieusement au genou et doit donc renoncer à participer à la Coupe du monde de rugby à sept. En janvier 2023, il fait son retour dans l'équipe argentine de rugby à sept.

## Palmarès

### En club
Néant

### En équipe nationale
- Argentine à XV
  - Vainqueur du Championnat d'Amérique du Sud en 2013.
- Argentine XV (équipe réserve)
  - Vainqueur de l'Americas Rugby Championship en 2016.
  - Vainqueur de l'Americas Pacific Challenge en 2016 et 2017.

- Argentine à sept
  -  Médaille de bronze aux Jeux olympiques d'été de 2020 à Tokyo.
  -  Médaille d'or aux Jeux panaméricains de 2019 à Lima.
  -  Médaille d'argent aux Jeux panaméricains de 2015 à Toronto.
  - Vainqueur à Hamilton et à Vancouver lors des World Rugby Sevens Series 2022-2023[10],[11].
  - Finaliste à Cape Town lors des World Rugby Sevens Series 2015-2016[12].